# Sentința
Sentința este un film românesc din 1970 regizat de Ferenc Kósa. Rolurile principale au fost interpretate de actorii Bessenyei Ferenc, George Motoi, Koltay János.

## Distribuție
Distribuția filmului este alcătuită din:
- Bessenyei Ferenc — Gheorghe Doja
- Maria Clara Sebök — Tereza
- George Motoi — Diacul
- Koltay János — Preotul Laurențiu
- Gheorghe Pătru — Căpitanul Pătru
- Jan Mildner — Slovacul
- Constantin Rauțchi
- Andrei Csiky — Voievodul Zapolya
- Radu Nicolae — Căpitanul Urcan
- Zoltan Vadasz
- Sara Kiss — Mama lui Doja
- Gheorghe Dinică — Nobil sârb
- Horia Căciulescu
- Major Tamás — Werböczy
- Stefan Török — Grigore Doja
- Eugenia Bosînceanu
- László Miske (nemenționat)

## Primire
Filmul a fost vizionat de 1.526.287 de spectatori în cinematografele din România, după cum atestă o situație a numărului de spectatori înregistrat de filmele românești de la data premierei și până la data de 31 decembrie 2014 alcătuită de Centrul Național al Cinematografiei.